# Bedja (peuple)
Pour les articles homonymes, voir Bedja.

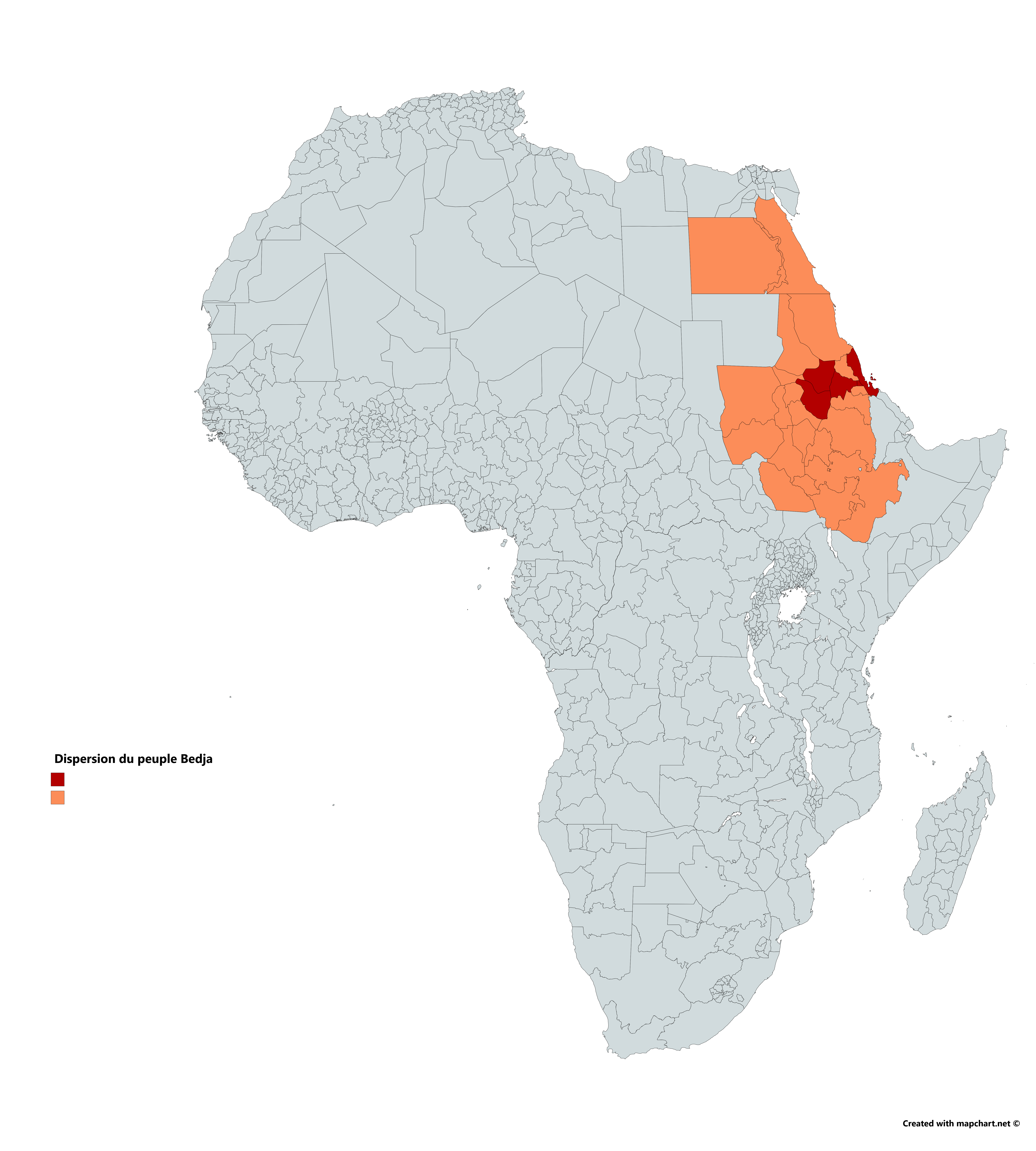
Dispersion du peuple Bedja

Les Bedjas (ou Bejas) sont une population d'Afrique de l'Est, l'une des plus nombreuses du Soudan où ils constituent 6 % de la population. Une minorité de près de 3 millions de Bedjas vit aussi en Égypte, en Éthiopie et en Érythrée.

## Ethnonymie
Selon les sources et le contexte, on observe différentes formes : Bedauye, Bedawir, Bedawiye, Bedawiyet, Bedjas, Bedjia, Bega, Balawi, Beja, Bejas, Béjja, 
.

## Langue
Leur langue est le bedja, une langue couchitique. Le nombre total de locuteurs a été estimé à 1 186 000, dont 951 000 au Soudan (1982) et 158 000 en Érythrée (2006).

## Histoire
Selon l'historien et géographe arabe Al-Yaqubi (?-897), six royaumes Bedja auraient existé durant son siècle sur le territoire (soudano-)érythréen : de Bazin (en), de Belgin (en), de Jarin (en), de Nagash (en), de Qita'a (en), de Tankish (en).
Le peuple Bedja au XIIe siècle avait une place importante dans le commerce entre l'Égypte et l'Inde. Les Bejas dominaient la ville d'Aydhâb, au nord de la côte soudanaise. Ce port était le principal point d'arrivée du kârim, convoi commercial entre le Caire et l'Inde. La ville d'Aydhâb était également importante pour le transport de pèlerins. En effet, le port était situé sur la principale route de pèlerinage vers La Mecque pour les populations d'Afrique du Nord et du Sahel. Ainsi, les Bedjas ont troqué leur industrie de la pêcherie des perles pour le transport maritime, faisant payer pour leur protection.
De nombreux Bejas pratiquent le nomadisme. Ils sont politiquement représentés par le Congrès Beja.

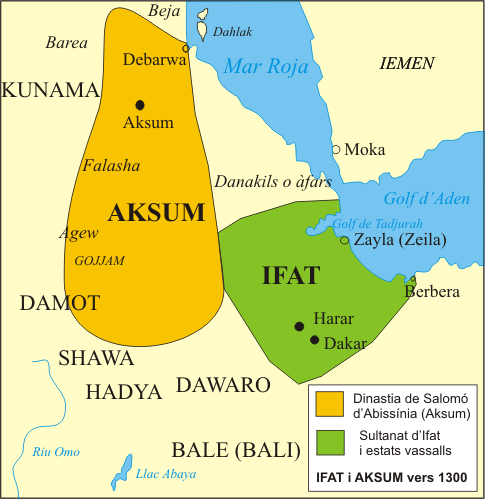
Sultanat d'Ifat vers 1300.
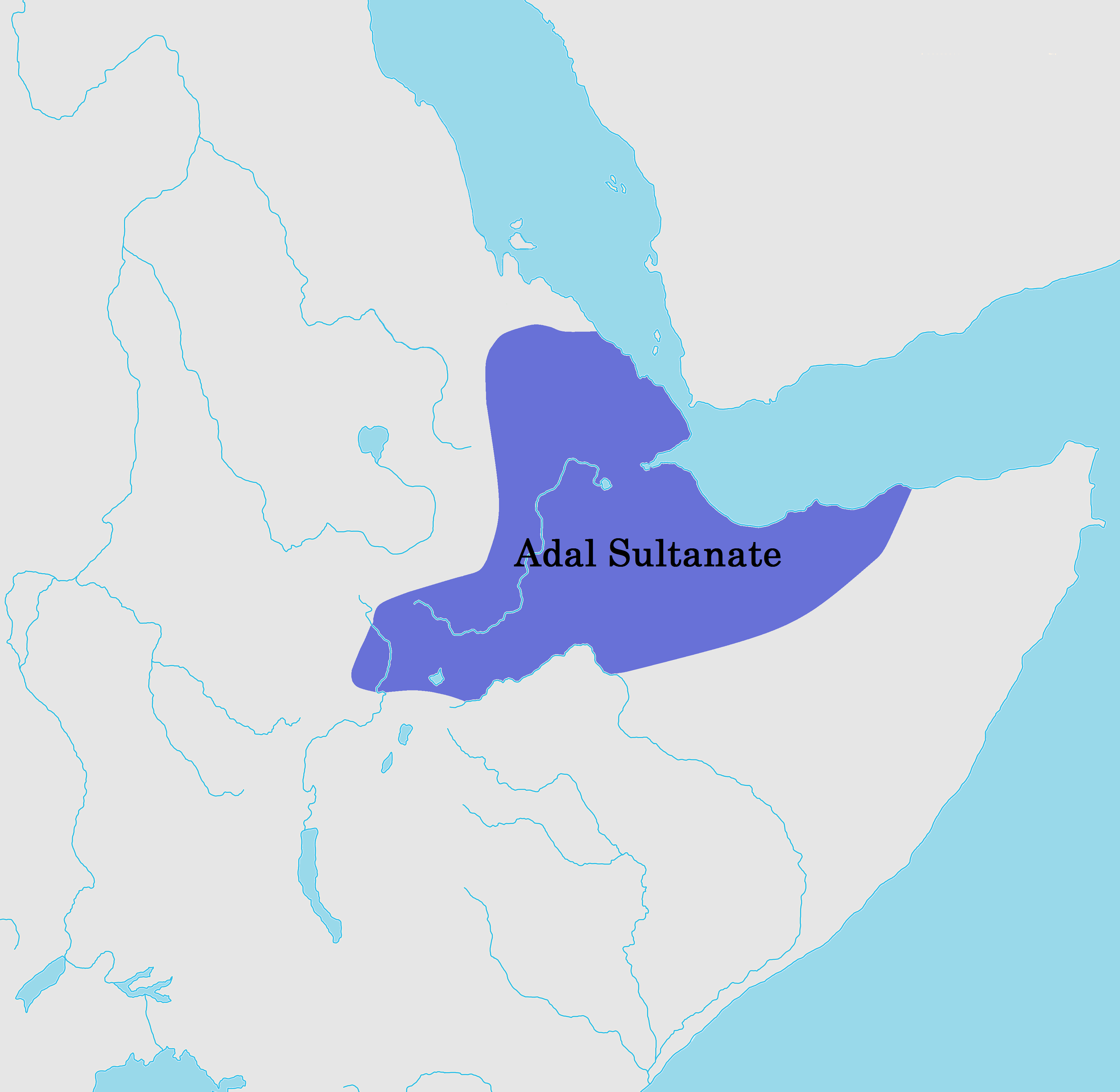
Sultanat d'Adal vers 1400.
Sultanat Awsa vers 1850.

## Révolte de l'automne 2021
Alors qu'à Khartoum la tension monte entre les militaires et le gouvernement civil, l'est du pays est bloqué par un soulèvement : des milliers de manifestants ont dressé des barricades sur les routes desservant les installations portuaires de Port-Soudan. Ce faisant ils réduisent considérablement l'approvisionnement de la capitale. Cette région, riche en ressources, est néanmoins dénuée d'infrastructures et la tension existe depuis longtemps dans la région. Ces blocages pourraient être instrumentalisés par les militaires, si l'on en croit les manifestants qui soutiennent le gouvernement civil.

## Culture

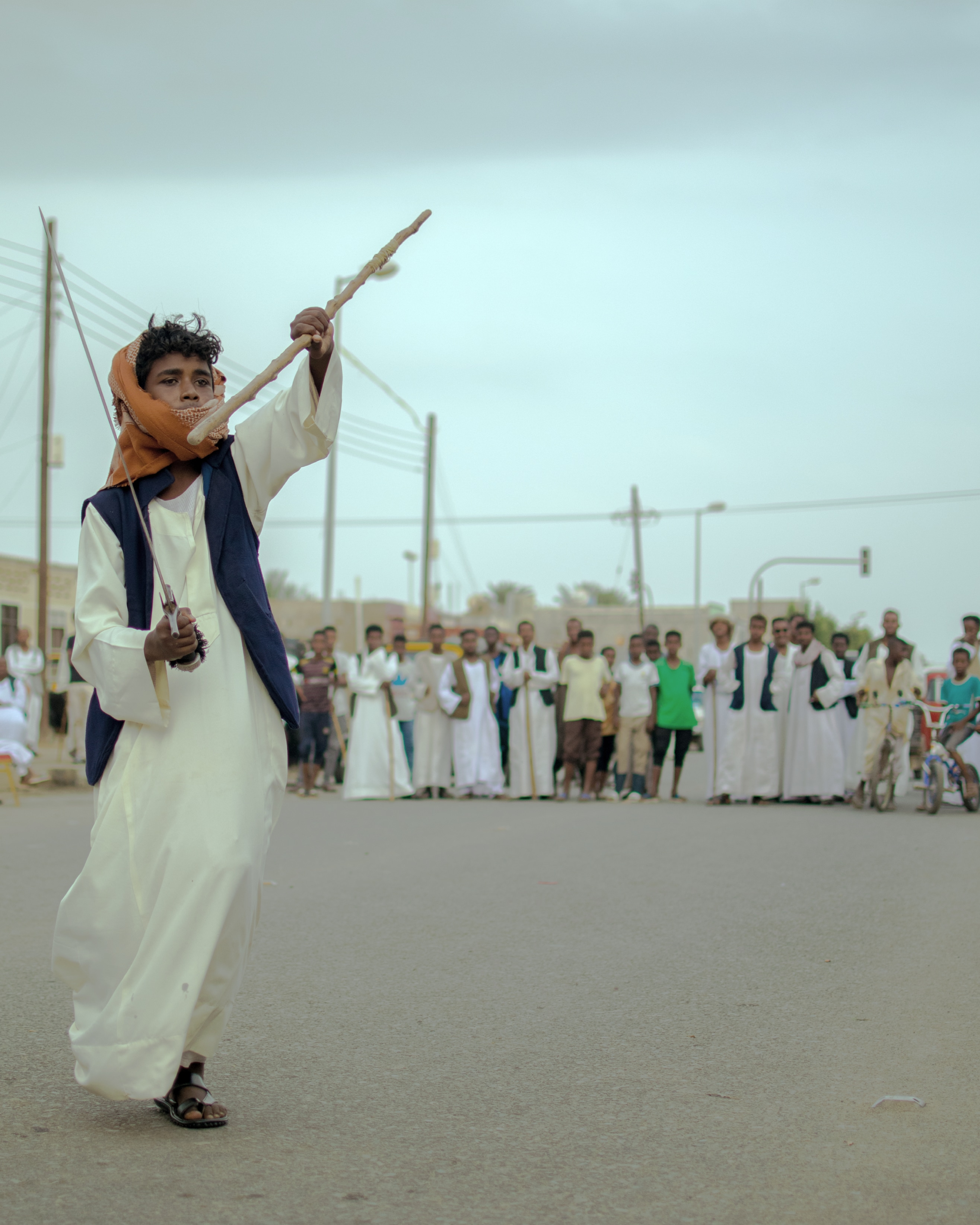
Danse beja de l'est du Soudan.

La majorité des Bejas sont musulmans. Les Bejas pratiquent une danse de combat hamitique[réf. nécessaire].
Le bedja ou beja (« bedawi » en arabe) est également le courant populaire de la communauté bédouine, Langue de la famille afro-asiatique, le bedja s’apparente au mot arabe « bedawi » qui signifie « bédouin ». Les Bedja, généralement nomades, sont établis dans une vaste région qui va du Sahara à la mer Rouge en passant par la Haute-Égypte, le Soudan, l’Éthiopie et l’Érythrée. Le bedja est aussi la musique de cette communauté bédouine.